# Звездана Девојка (ТВ серија)
DC-јева Звездана Девојка (енгл. DC's Stargirl), или једноставно Звездана Девојка (енгл. Stargirl), је америчка суперхеројска телевизијска серија творца Џефа Џонса чија је премијера била на стриминг услузи DC Universe. Заснована је на суперхероју Кортни Витмор DC Comics-а твораца Џонса и Лија Модера. Серија прати средњошколку Кортни Витмор, коју тумачи Брек Басинџер, која открива космичко особље и постаје инспирација за нову генерацију суперхероја који постају Лига правде Америке.
DC Universe је наручио серију у јулу 2018. године. Басинџерова је постављена тог септембра, са додатним кастинзима за чланове њене породице, Лигу правде Америке и Лигу неправде Америке до фебруара 2019. године. Снимање серије је почело у марту 2019. године у Атланти.
Премијера прве сезоне серије Звездана Девојка је била 18. маја 2020. године, која се састоји од 13 епизода. Серија се такође приказивала следећег дана на радиодифузној мрежи The CW и била је доступна на дигиталним платформама The CW-а. Пре премијере серије, ликови из серије су се појавили у кросоверу „Кризе на бескрајним Земљама” Универзума Стреле, успостављајући серију Звездана Девојка као постојећу на паралелној Земљи са серијом Универзума Стреле. У јулу 2020. године, серија је обновљена за другу сезону од стране The CW-а, што је резултирало тиме да се серија Звездана Девојка пребаци на мрежу као CW-јева оригинална серија. Премијера сезоне је заказана за 10. август 2021. године. Емисија је добила позитивне критике критичара. Премијера серије била је 5. септембра 2020. године на HBO 3-у и HBO Go-у у Србији.

## Радња
Серија прати средњошколку Кортни Витмор (Брек Басинџер) која се сели у Блу Вели, након што се њена мајка преуда за Пета Дугана (Лук Вилсон). Кортни убрзо инспирише групу младих хероја да зауставе зликовце из прошлости. Ова акциона драмска серија о суперхеројима представља адаптацију стрипа Звездана Девојка из 1999. године и приче о првом тиму суперхероја, Лиги правде Америке.

## Улоге и ликови

### Главне
| Глумац                 | Улога                              |
| ---------------------- | ---------------------------------- |
| Брек Басинџер          | Кортни Витмор / Звездана Девојка   |
| Ивет Монреал           | Јоланда Монтез / Дивља Мачка       |
| Анџелика Вошингтон     | Бет Чапел / Докторка Мид-Најт      |
| Камерон Гелман         | Рик Тајлер / Часовник              |
| Треј Романо            | Мајк Дуган                         |
| Џејк Остин Вокер       | Хенри Кинг Млађи                   |
| Мег Делајси            | Синди Берман                       |
| Нил Џексон             | Џордан Махкент / Леденица          |
| Кристофер Џејмс Бејкер | Хенри Кинг Старији / Мождани талас |
| Ејми Смарт             | Барбара Витмор                     |
| Лук Вилсон             | Пет Дуган /                        |
| Хантер Сансоне         | Камерон Махкент                    |
| Ник Тарабај            | Еклипсо                            |

### Споредне
| Глумац         | Улога                             |
| -------------- | --------------------------------- |
| Хенри Томас    | Чарлс Макнајдер / Доктор Мид-Најт |
| Ерик Гојнс     | Стивен Шарп / Коцкар              |
| Нил Хопкинс    | Лоренс Крок / Спортмастер         |
| Џој Османски   | Пола Брукс / Тигрица              |
| Хина Хан       | Анја Бовин                        |
| Марк Ешворт    | Џастин / Сјајни Витез             |
| Нелсон Ли      | др Широ Ито / Краљ Змајева        |
| Џонатан Кејк   | Нијанса                           |
| Алкоја Брансон | Џејким Тандер                     |

### Гостујуће
| Глумац          | Улога                                |
| --------------- | ------------------------------------ |
| Џоул Макхејл    | Силвестер Пембертон / Звездани Човек |
| Џо Кнежевић     | Вилијам Зарик / Чаробњак             |
| Лу Феригно Мађи | Рекс Тајлер / Часовник               |
| Брајан Стапф    | Тед Грант / Дивља Мачка              |
| Синтија Еванс   | Дениз Зарик                          |
| Адам Алдеркс    | Мет Харис                            |
| Џеф Сталтс      | Сем Кертис                           |
| Џим Гафиган     | Звездана Муња                        |
| Џон Весли Шип   | Џеј Гарик / Флеш                     |

## Епизоде

### Преглед серије
| Сезона | Сезона | Епизоде | Епизоде | Оригинално емитовање | Оригинално емитовање | Оригинално емитовање |
| Сезона | Сезона | Епизоде | Епизоде | Премијера            | Финале               | Мрежа                |
| ------ | ------ | ------- | ------- | -------------------- | -------------------- | -------------------- |
|        | 1.     | 13      | 13      | 18. мај 2020.        | 10. август 2020.     |                      |
|        | 2.     | н. п.   | н. п.   | 10. август 2021.     | н. п.                |                      |

### 1. сезона (2020)
| Бр. еп. | Наслов | Редитељ          | Сценариста          | Премијера     | Прод. код |
| ------- | ------ | ---------------- | ------------------- | ------------- | --------- |
| 1       |        | Глен Винтер      | Џеф Џонс            | 18. мај 2020. |           |
| 2       |        | Грег Биман       | Џеф Џонс            | 25. мај 2020. |           |
| 3       | Icicle | Мајкл Нанкин     | Колин Макгинис      | 1. јун 2020.  |           |
| 4       |        | Роб Харди        | Џејмс Дејл Робинсон | 8. јун 2020.  |           |
| 5       |        | Дејвид Стрејтон  | Мелиса Картер       | 15. јун 2020. |           |
| 6       |        | Кристофер Мабли  | Тејлор Стрејц       | 22. јун 2020. |           |
| 7–8     |        |                  |                     |               |           |
| 9       |        | Тамра Дејвис     | Колин Макгинис      | 13. јул 2020. |           |
| 10      |        | Енди Армаганијан | Џејмс Дејл Робинсон | 20. јул 2020. |           |
| 11      |        | Џенифер Фанг     | Џеф Џонс            | 27. јул 2020. |           |
| 12–13   | и      |                  |                     |               |           |

### 2. сезона (2021)
| Бр. еп. (укупно) | Бр. еп. (у сезони) | Наслов | Редитељ | Сценариста | Премијера        | Прод. код |
| ---------------- | ------------------ | ------ | ------- | ---------- | ---------------- | --------- |
| 14               | 1                  | TBA    | TBA     | TBA        | 10. август 2021. | TBA       |
| 15               | 2                  | TBA    | TBA     | TBA        | 2021.            | TBA       |
| 16               | 3                  | TBA    | TBA     | TBA        | 2021.            | TBA       |
| 17               | 4                  | TBA    | TBA     | TBA        | 2021.            | TBA       |